# Chromium
Chromium é um projeto de navegador web de código aberto desenvolvido pela Google, no qual o Google Chrome baseia o seu código-fonte. Os navegadores compartilham a maior parte do código-fonte e recursos, mas há algumas diferenças menores em recursos e ambos possuem licenças distintas.
O "The Chromium Project" leva esse nome do elemento crômio (em inglês: chromium), o metal no qual a cromagem (em inglês: chrome plating) é feita. A intenção do Google, como expressada na documentação do desenvolvedor, foi que Chromium iria ser o nome de projeto de código-aberto e o nome do produto final seria Chrome; entretanto, outros desenvolvedores pegaram o código Chromium e lançaram versões sob o nome Chromium.
Um dos maiores objetivos do projeto é para o Chromium ser um gerenciador de janelas baseado em abas, ou um shell para a web, em vez de ser uma aplicação de navegador tradicional. O aplicativo foi desenhado para ter uma interface de usuário minimalista. Os desenvolvedores estabelecem que ele "deve sentir-se levíssimo (cognitivamente e fisicamente) e rápido."

## História
O Google Chrome estreou em setembro de 2008 junto com a liberação do código-fonte do Chromium, permitindo que aplicações fossem construídas a partir dele.
A versão 3 foi o primeiro alfa disponível para Linux, então o Chromium logo incorporou temas nativos neste sistema, usando o kit de ferramentas GTK+, permitindo o encaixe no ambiente de desktop GNOME. A versão 3 também introduziu otimizações de mecanismo em JavaScript e temas selecionáveis pelo usuário.
A versão 6 introduziu recursos para o minimalismo da interface do usuário, um dos objetivos do Google era fazer com que o navegador "parecesse leve e rápido". As mudanças foram um menu de ferramentas unificado, nenhum botão home por padrão (configurável pelo usuário); botão combinado de recarregar/parar; a barra de favoritos desativada por padrão; introduziu um leitor de PDF integrado; suporte WebM e VP8 para uso com vídeo HTML e; uma barra de URL inteligente.
A versão 8 se concentrou na integração aprimorada com o sistema ChromeOS e em recursos de nuvem; aplicativos da web em segundo plano; controle remoto do host (usuários controlem centralmente recursos e configurações em outros computadores) e; impressão em nuvem.
A versão 9 introduziu uma série de recursos, incluindo um recurso de barra de URL para expor ataques de phishing e sandbox para o plug-in Adobe Flash; adição da biblioteca WebGL e; acesso para a nova Chrome Web Store.
Em fevereiro de 2011, a Google anunciou outras direções para o projeto: desenvolvimento se concentrou na redução do tamanho do executável; integração de aplicativos e plug-ins da web; computação em nuvem; suporte à interface de toque; adição do botão multiperfil na interface do usuário; permitindo que os usuários efetuem login em várias cntas na mesma instância do navegador; detecção de malware e; suporte para transformações CSS aceleradas por hardware. Em maio, os resultados de reduzir o tamanho dos arquivos já foram notados, com a redução do tamanho do WebKit, do redimensionador de imagens e, do sistema de construção do sistema Android. Trabalhos subsequentes introduziram uma versão móvel mais compacta que reduziu o espaço vertical da IU.
Outras mudanças em 2011 foram a aceleração com a GPU em todas as páginas; suporte para a nova API de áudio da Web e o Google Native Client (NaCl), que permite que o código nativo fornecido por terceiros como binários neutros de plataforma seja executado com segurança no navegador. A biblioteca gráfica Skia do Google foi disponibilizada para todas as versões do Chromium.
O serviço de sincronização de conta que foi adicionado ao Google Chrome em 2012 também pode ser usado no Chromium. No mesmo ano, foi adicionada uma nova API para comunicação de vídeo e áudio de qualidade, permitindo que aplicativos da web acessem a webcam e o microfone do usuário, e; decodificação de vídeo acelerada por GPU para Windows e suporte para o protocolo QUIC.
Em 2013, o mecanismo de renderização WebKit modificado do Chromium foi oficialmente bifurcado originando o Blink. Outras mudanças em 2013 foram a capacidade de redefinir perfis de usuários; novas API de extensão do navegador; indicadores de abas para uso de áudio e webcam; bloqueio automático de arquivos detectados como malware.
A versão 67 adicionou o sistema de segurança que faz o isolamento do site por processo. No mesmo ano, foram adicionadas novas medidas para coibir a publicidade abusiva.

## Diferenças do Chrome
Chromium é o nome dado para o projeto de código aberto e para o código-fonte do navegador lançado e mantido pelo The Chromium Project. É possível baixar o código-fonte e compilá-lo manualmente em diversas plataformas. A empresa google para criar o navegador Chrome a partir do Chromium adicionou no código-fonte os seguintes recursos:
- Um sistema de atualizações automáticas chamada de GoogleUpdate (alguns, como as compilações comunitárias do Chromium do Debian ou do Ubuntu, invocam o sistema de gerenciador de pacotes do SO como uma alternativa)
- Versão PPAPI integrada do Adobe Flash Player.[50] Ele pode ser baixado e instalado separadamente em distribuições suportadas pela comunidade do Chromium.
- Codecs de mídia para suportar os formatos H.264, AAC e MP3. Elas podem ser baixadas e instaladas em distribuições suportadas pela comunidade do Chromium.[51]
- Uma restrição que desabilita extensões não hospedadas na Chrome Web Store (para usuários do Windows em todos os canais do Chrome)[52]
- Os nomes Google e Google Chrome (ambos são marcas registradas)[53][54][55]
- Um opção embutida para usuários enviar para o Google suas estatíticas de uso e relatórios de erros.
- Rastreamento RLZ quando o Chrome é baixado como parte de promoções de marketing e distribuidores parceiros. Isso transmite informações de forma codificada para o Google, incluindo tanto como—e de onde –  o Chrome foi baixado. Em junho de 2010, o Google confirmou que o token de rastreamento RLZ não está presente nas versões do Chrome baixadas diretamente do site do Google, e em nenhuma versão do Chromium. O código-fonte do RLZ também foi aberto ao mesmo tempo (anteriormente ele era proprietário –  e embora a fonte esteja agora aberta, o recurso não foi migrado para o Chromium) para que os desenvolvedores possam confirmar o que ele é e como ele funciona.[56]
- Antes da versão 47: visualizador de PDF e pré-visualização da impressão embutidos (incorporados ao Chromium 47 e posterior, depois que o Google abriu o código-fonte do visualizador de PDF).

Por padrão, o Chromium apenas suporta os codecs Vorbis, Theora e WebM para as tags de áudio e vídeo do HTML5. O Google Chrome suporta eles como também os codecs onerados por patente AAC e MP3. Em 11 de janeiro de 2011, o gerente de produto do Chrome, Mike Jazayeri, anunciou que o Chrome não iria mais suportar o formato de vídeo H.264 para o seu reprodutor HTML5. Em outubro de 2013, a Cisco anunciou que estava abrindo o código-fonte de seus codecs H.264 e que cobrirá todas as taxas exigidas. Em novembro de 2015, o Chrome continuava suportando o H.264. As distribuições Linux que disponibilizam o Chromium podem adicionar suporte para outros codecs em suas versões customizadas do Chromium.

### Importante mudança em 2021
A Google, em 15 de março de 2021, decidiu fechar algumas API do Chromium e torná-las proprietárias e fechadas. Essa decisão afetou a maioria dos navegadores, pois grande parte deles é baseado no Chromium e no Blink — menos o Mozilla Firefox e alguns outros navegadores como o Safari, que é baseado no WebKit e o Epiphany (GNOME Web), que é baseado no WebKitGTK+. As API seguintes, que foram fechadas no dia 15 de março, ficaram disponívels apenas no Google Chrome:
- Sincronização com a conta Google
- Geolocalização
- Click to Call
- Ortografia do Chrome
- Contatos
- Tradutor automático nativo

Algumas empresas e distribuições Linux já se manifestaram acerca disso. O Fedora, distribuição mantida pela Red Hat, já disse que vai desligar preventivamente o Chromium de seus repositórios oficias e recomenda o uso do Mozilla Firefox como alternativa de código aberto. A equipe do Arch Linux também soltou uma nota dizendo que se a Google não reverter tal decisão, eles irão retirar o Chromium dos seus respectivos repositórios.

## Navegadores baseados
Além do Google Chrome, muitos outros navegadores desenvolvidos ativamente são baseados no código do Chromium (em inglês  browsers-based on Chromium). A maioria deles é proprietária, como o Chrome, mas alguns permanecem FOSS:

### Proprietários
- Arc
- Amazon Silk
- Avast
- Comodo Dragon
- DuckDuckGo
- Epic
- Maxthon
- Microsoft Edge
- Naver Whale
- NetFront
- Opera
- Puffin
- Samsung Internet
- Sleipnir
- SRWare Iron
- UC Browser
- Vivaldi

### Não inglês
- 360 e QQ, para o mercado chinês
- Cốc Cốc, para o mercado vietnamita
- Yandex, para o mercado russo

### Código aberto
- Brave
- Dooble
- Falkon
- Konqueror
- Otter
- qutebrowser
- Supermium
- ungoogled-chromium

### Em frameworks
Essas estruturas de aplicativos notáveis incorporam um navegador Chromium como o núcleo funcional de aplicativos personalizados:
- Chromium Embedded Framework
- Electron;
- Qt WebEngine;[66]

- WebView Android, e;[67]
- Microsoft Edge WebView2.[68]

Desde a década de 2010, muitos aplicativos foram criados dessa maneira. (Dois exemplos são Spotify e Slack .) 